# Pala di Sant'Ambrogio
La Pala di Sant'Ambrogio è un dipinto a tempera su tavola (170x194 cm) di Sandro Botticelli, databile al 1470 circa e conservato nella Galleria degli Uffizi a Firenze.

## Storia
La pala era originariamente collocata nella chiesa di Sant'Ambrogio a Firenze dove rimase fino alle soppressioni del 1808. Finì prima alla Galleria dell'Accademia, dove era studiata dagli allievi dei corsi d'arte, e poi, col riordino delle collezioni fiorentine, agli Uffizi. La presenza dei santi Cosma e Damiano farebbe pensare a una commissione medicea o dell'Arte dei Medici e Speziali.
Nel XVI secolo subì varie ridipinture, che alterarono soprattutto la Madonna e il Bambino e furono causa di vari dubbi attributivi. Fantozzi l'assegnò al Ghirlandaio, Cavalcaselle e Crowe ad Andrea del Castagno (paragonandolo al Ritratto virile della Galleria Palatina all'epoca pure attribuito ad Andrea) e Morelli alla scuola di Botticelli.
Ulmann fu il primo a restituire l'opera al Botticelli, e dopo di lui la critica si è manifestata universalmente concorde. Analogie con la Fortezza suggeriscono una datazione vicina al 1470. Gamba attribuì la predella con Storie della Maddalena a quest'opera, scambiandola con la Pala delle Convertite, ipotesi confutata poi dalla Yashiro. Non è detto che l'opera fosse stata dipinta per Sant'Ambrogio, per l'assenza del santo titolare della chiesa nella pala. Alcuni hanno ipotizzato che fosse la pala che Vasari vide nella chiesa di San Ludovico a Montevarchi, che altri però indicano in una tavola alla Galleria dell'Accademia.
Restaurata nel 1992, venne liberata dalle ridipinture.

## Descrizione e stile
L'opera fu una delle prime grandi commissioni del giovane Botticelli. La composizione si ispira alla Pala di San Marco di Beato Angelico (1440 circa), con il seggio marmoreo rialzato della Madonna col Bambino, circondato da due gruppi di santi in piedi ai lati (da sinistra Maria Maddalena, Giovanni Battista, Francesco d'Assisi e Caterina d'Alessandria) e da i santi Cosma e Damiano inginocchiati davanti in una posizione di scorcio che evidenzia la profondità prospettica. Come nell'Angelico uno è voltato verso lo spettatore, a richiamare la sua attenzione, e uno è a profil perdu rivolto alla Vergine.
È soprattutto la figura di Maria ad assomigliare alla Fortezza del Tribunale della Mercanzia, con un'analoga tensione lineare che incede nel panneggio e finisce per smaterializzare la corporeità della figura, tanto che essa, più che sembrare seduta, appare come giustapposta su un piano davanti al trono. Il colore e il plasticismo marcato derivano dall'esempio di Filippo Lippi, primo maestro di Sandro, così come il tipo fisico della donna dalla bellezza idealizzata, anche se energico e leggermente malinconico come tipico in Botticelli. L'effetto "panneggio bagnato" (evidente nelle maniche e nella sottoveste di Maria) deriva invece da Verrocchio.